# Proserpinaca
Proserpinaca L. – rodzaj roślin należący do rodziny wodnikowatych (Haloragaceae R. Br.). Obejmuje co najmniej 4 gatunki występujące naturalnie na półkuli północnej.

## Systematyka
Pozycja systematyczna według APweb (aktualizowany system APG III z 2009)
Należy do rodziny wodnikowatych Haloragaceae tworzącej grupę siostrzaną dla rodziny Penthoraceae, wraz z którą wchodzą w skład rzędu skalnicowców.
Pozycja w systemie Reveala (1993-1999)
Gromada okrytonasienne (Magnoliophyta Cronquist), podgromada Magnoliophytina Frohne & U. Jensen ex Reveal, klasa Rosopsida Batsch, podklasa różowe (Rosidae Takht.), nadrząd Podostemanae R. Dahlgren ex Reveal, rząd wodnikowce (Haloragales Bromhead), podrząd Haloragineae Engl., rodzina wodnikowate (Haloragaceae R. Br. in Flinders).
Wykaz gatunków
- Proserpinaca amblygona (Fernald) Small
- Proserpinaca intermedia Mack.
- Proserpinaca palustris L.
- Proserpinaca pectinata Lam.